# Honda CB 550 Four
Honda CB 550 Four je motocykl kategorie naked bike, vyvinutý firmou Honda, vyráběný v letech 1974–1978. Předchůdcem byla Honda CB 500, nástupcem se stal model Honda CB 650.
Vychází ze čtyřválce Honda CB 750, od nějž byl odvozen menší model CB 500, od kterého se CB 550 liší o 6 kg nižší hmotností, větším vrtáním, vylepšenou spojkou a převodovkou a dalšími drobnostmi. Model CB 550F SuperSport se odlišoval od běžného modelu CB 500K jedinou koncovkou výfuku místo svodů 4-4. Motocykl je vybaven jak elektrickým startérem, tak kickpákou.

## Technické parametry
- Rám: trubkový
- Suchá hmotnost: 191 kg
- Pohotovostní hmotnost: 206 kg
- Maximální rychlost: 183 km/h
- Spotřeba paliva: l/100 km

## Galerie

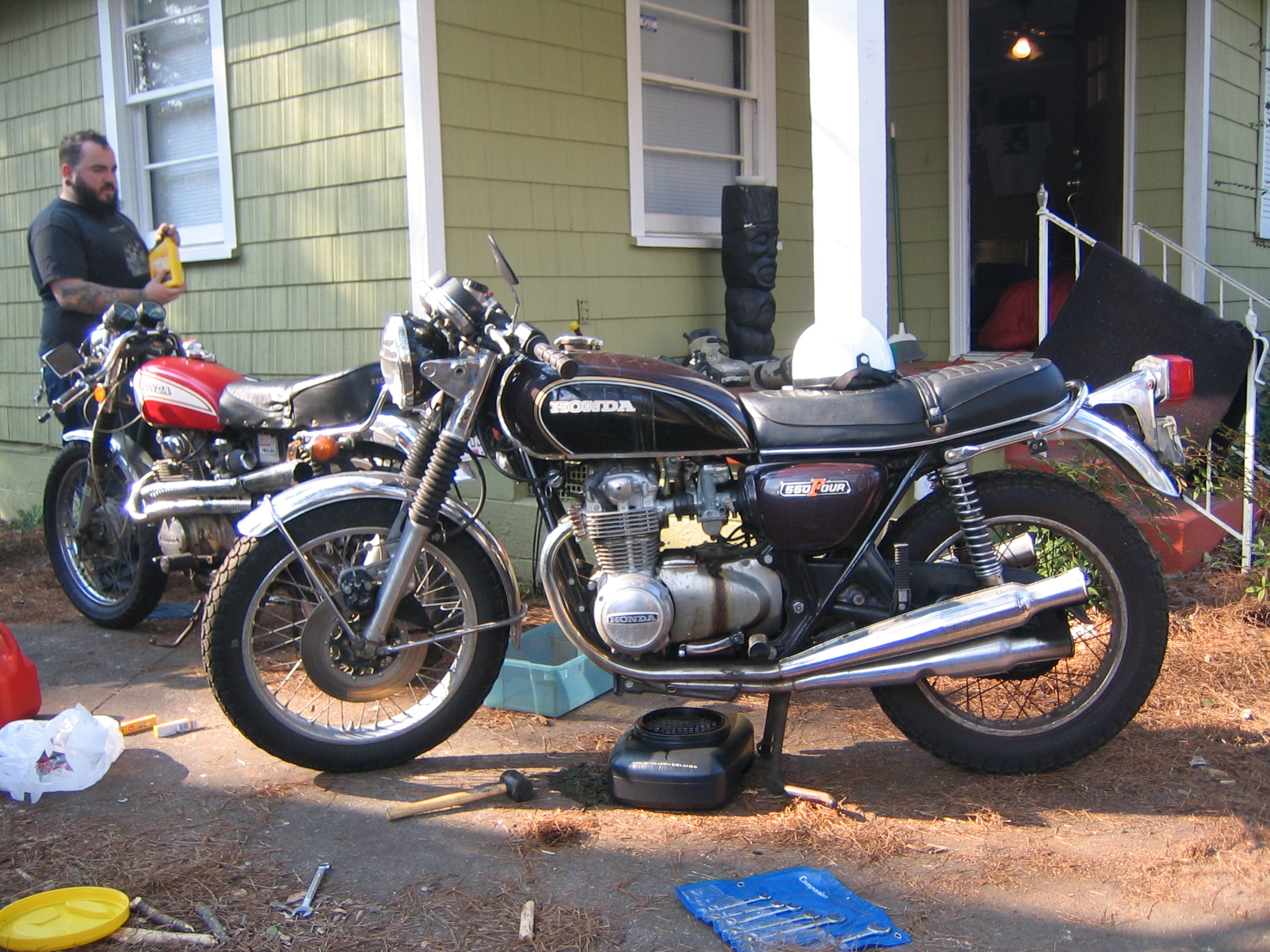
CB 550 Four (1974)
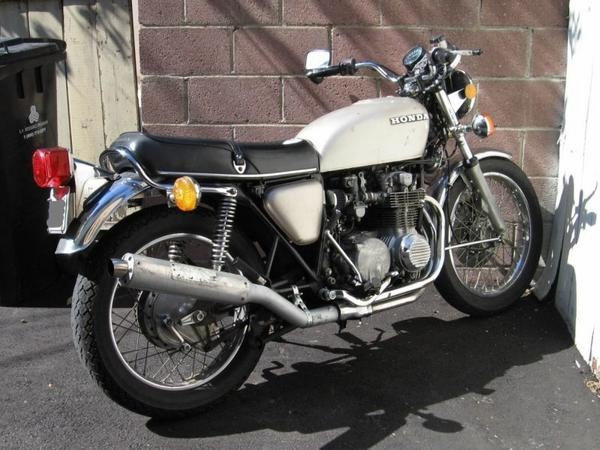
CB 550 F SuperSport (1977)
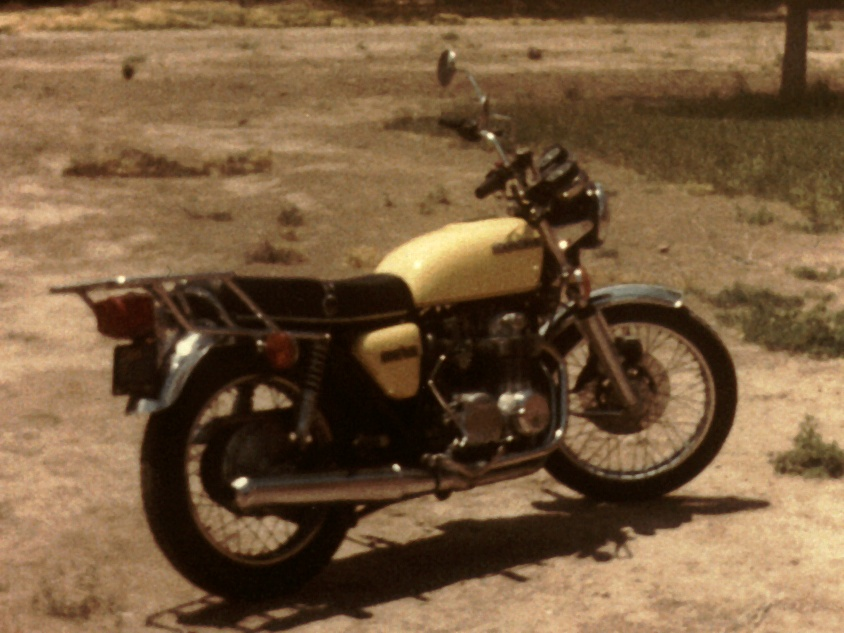
CB 550 F SuperSport (1977)